# 유마 마사야
유마 마사야(일본어: 遊馬 将也, 1993년 6월 4일 ~ )는 일본의 축구 선수이다.

## 구단 경력
그는 2016년부터 2023년까지 J리그의 블라우블리츠 아키타, 가이나레 돗토리에서 활동하였다.